# Kiekajaure
Kiekajaure är en sjö i Kiruna kommun i Lappland och ingår i Torneälvens huvudavrinningsområde. Sjön har en area på 0,536 kvadratkilometer och ligger 895,1 meter över havet.